# Alain Merchadier
Alain Merchadier (Tolosa, 13 marzo 1952) è un ex calciatore francese, di ruolo difensore.

## Carriera

### Club
Dal 1969 al 1978 ha giocato al Saint Etienne, mentre nel 1979-1980 ha giocato al Nancy.

### Nazionale
Ha collezionato cinque presenze con la propria Nazionale.

## Palmarès

### Competizioni giovanili
- Coppa Gambardella 1:

Saint-Étienne:1970

### Competizioni nazionali
- Ligue 1: 3

Saint-Étienne:1973-74, 1974-75, 1975-76
- Coppa di Francia: 3

Saint-Étienne:1973-74, 1974-75, 1976-77